# شهرستان هزاراسپ
ناحیهٔ هزاراسپ (به ازبکی: Xazorasp District) یک منطقهٔ مسکونی در ازبکستان است که در استان خوارزم واقع شده‌است.